# コケット (映画)

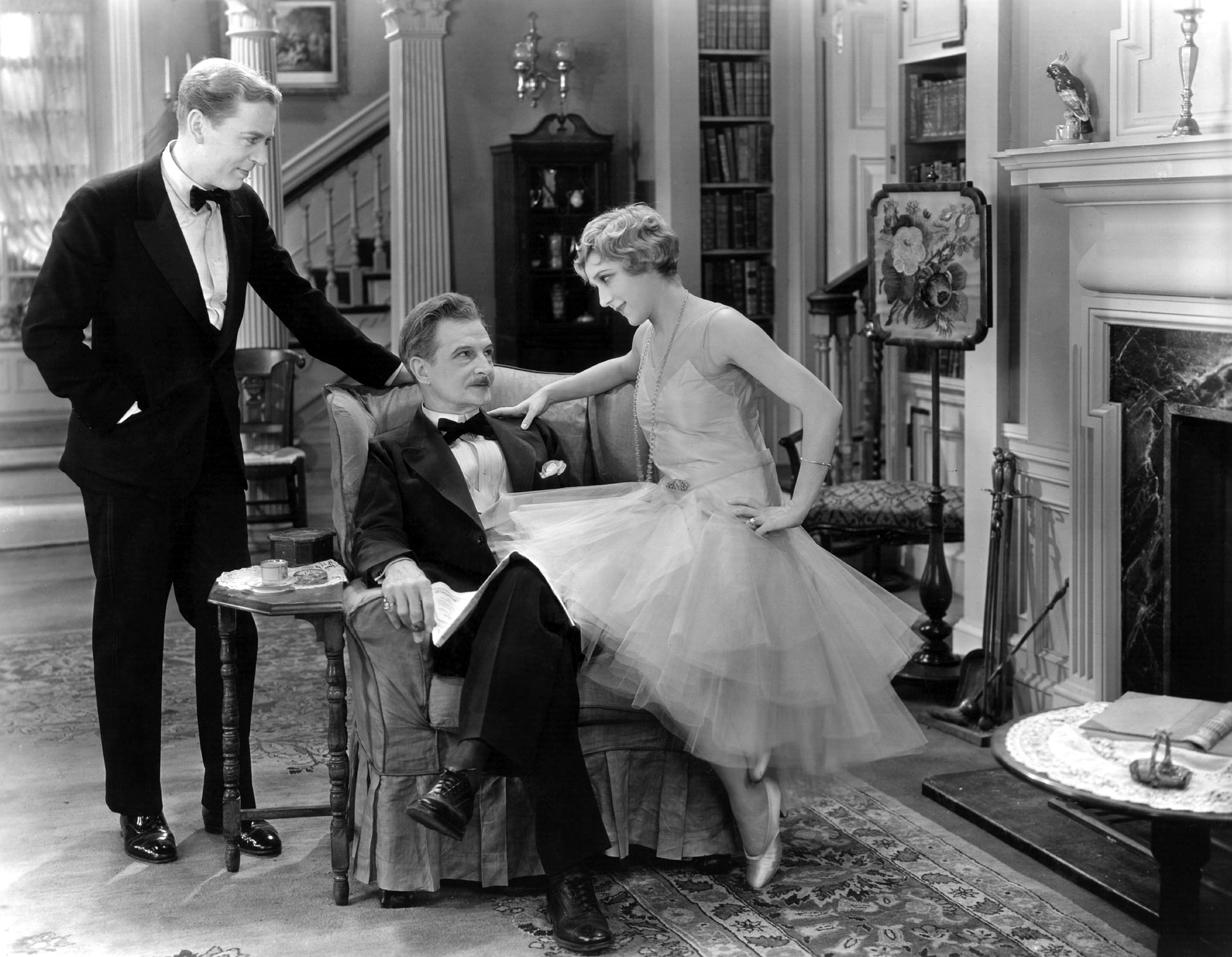
左からマット・ムーア、ジョン・セント・ポリス、メアリー・ピックフォード

『コケット』（原題・英語: Coquette）は、1929年に製作・公開されたアメリカ合衆国の映画である。1927年にニューヨークで初演されたジョージ・アボットとアン・プレストンによる戯曲（ヘレン・ヘイズ主演）の映画化であり、メアリー・ピックフォードが製作・主演、サム・テイラーが監督を務めた。
ピックフォード初のトーキー作品である。

## キャスト
- ノーマ・ベサント：メアリー・ピックフォード
- マイケル・ジェフリー：ジョン・マック・ブラウン
- スタンリー・ウェントワース：マット・ムーア
- ジョン（ノーマの父）：ジョン・セント・ポリス

## スタッフ
- 監督：サム・テイラー
- 製作：メアリー・ピックフォード、サム・テイラー
- 脚色：ジョン・グレイ、アレン・マクニール
- 撮影：カール・ストラス、チャールズ・ロッシャー（ノンクレジット）
- 編集：バーバラ・マクリーン（ノンクレジット）
- 装置：ウィリアム・キャメロン・メンジース
- 衣裳：ハワード・グリア（ノンクレジット）

## アカデミー賞受賞
- 主演女優賞：メアリー・ピックフォード[3]